# 나탈리야 도브린스카
나탈리야 볼로디미리우나 도브린스카(우크라이나어: Ната́лія Володи́мирівна Добри́нська, 러시아어: Ната́лья Влади́мировна Добрынская 나탈리야 블라디미로브나 도브린스카야[*], 1982년 5월 29일 ~ )는 우크라이나의 7종경기 선수이다. 2008년 하계 올림픽 금메달리스트이며, 현재 여자 5종경기 세계 실내 기록을 보유하고 있다.

## 생애와 경력
빈니차주의 야쿠신치에서 태어났다. 2004년에 부다페스트에서 열린 세계 실내 선수권 대회에서 5종경기 은메달을 획득했고, 아테네에서 열린 2004년 하계 올림픽에서 8위를 하였다. 이듬해인 2005년에 마드리드에서 열린 유럽 실내 선수권 대회에서 각각 5종경기 동메달을 획득했다.
2006년 예테보리에서 열린 유럽 육상 선수권 대회에서 7종경기 6위, 2007년 버밍엄에서 열린 2007년 유럽 실내 선수권 대회에서는 5위를 기록했다. 이듬해 베이징에서 열린 2008년 하계 올림픽에서 동료 선수 류드밀라 블론스카를 33점 차로 제치고 금메달을 획득했다. 베를린에서 열린 2009년 세계 육상 선수권 대회에서는 우승 후보들 중 한 명으로 주목받았으나 4위에 머물렀다.
2010년 세계 실내 육상 선수권 대회 5종 경기에서는 제시카 에니스에 밀려 2위를 하였고, 같은 해 7월 바르셀로나에서 열린 유럽 육상 선수권 대회에 우크라이나 국가대표로 참가했다. 경기 첫째 날에 열린  200m 경기에서 24.23초를 기록하며 2위에 오르며 에니스에게 110점 밀렸고, 다음 날에 창던지기에서 49.25m를 기록하여 다시 에니스에게 18점 밀렸다. 800m에서 2분 12.06초로 경기를 마쳤으며, 총 6778점을 획득하였다. 이는 자신의 최고 개인 기록이면서 카롤리나 클뤼프트가 보유했던 대회 기록을 갱신한 기록이었으나 결국 은메달을 획득했다.
9월 열린 데카스타르 대회에서 총 6390점을 득점하여 러시아의 타티야나 체르노바의 뒤를 이어 준우승을 차지하였다. 2011년 대구광역시에서 열린 2011년 세계 육상 선수권 대회에서는 6539점을 기록하여 5위를 하였고, 허들과 800m에서 각각 개인 기록인 13.43초와 2분 11.34초를 세웠다.
2012년의 첫 대회로 우크라이나 실내 선수권 대회에 참가하여 4890점을 기록하여 국가 기록을 갱신하고 우승하였다.